# Delegación Nacional de Sindicatos
La Delegación Nacional de Sindicatos (DNS) fue un organismo español que existió durante la dictadura franquista. Orgánicamente dependiente de FET y de las JONS, estaba encargado de las cuestiones sindicales, incluyendo la propia dirección y administración de los Sindicatos Verticales franquistas.

## Historia
La delegación Nacional de Sindicatos fue creada en 1939, como un organismo desgajado del difunto Ministerio de Organización y Acción Sindical y que acabaría controlando toda la estructura sindical. El organismo quedó subordinado a FET y de las JONS, el partido único de la dictadura franquista.
Tras el final de la guerra civil, en septiembre de 1939 el falangista Gerardo Salvador Merino fue nombrado delegado nacional, y a lo largo de los siguientes meses se dedicó a la tarea de edificar una estructura administrativa para los sindicatos. La Ley de Unidad Sindical de enero de 1940 puso en manos de la Organización Sindical Española toda la actividad sindical. Por su parte, la Ley de Bases Sindicales de diciembre de 1940 estableció que la delegación nacional asumiría la jefatura de la Organización Sindical Española, así como el ejercicio de las funciones sindicales a través de los Sindicatos Nacionales y las Centrales Nacional-Sindicalistas en sus diversos niveles y esferas territoriales. La cooperación a nivel provincial correspondía a las delegaciones provinciales de Sindicatos.
En el contexto de la Segunda Guerra Mundial, el 21 de agosto de 1941 la Delegación Nacional de Sindicatos firmó un convenio laboral con el Frente del Trabajo Alemán por el cual España aportaría 100 000 trabajadores para la industria alemana. A pesar de la dependencia de los sindicatos respecto a FET y de las JONS, Gerardo Salvador era partidario de una mayor autonomía sindical respecto al resto del «Movimiento» y deseaba ir más allá de la teoría nacionalsindicalista. Tras ser defenestrado en septiembre de 1941, la Secretaría general de FET y de las JONS se hizo con el estricto control de la Delegación Nacional de Sindicatos. Se procedió a una reestructuración orgánica de la delegación que incluyó el establecimiento de una Secretaría nacional y de cuatro vicesecretarías —Ordenación social, Ordenación económica, Obras Sindicales y Organizaciones Administrativas—. El nuevo delegado de sindicatos, Manuel Valdés Larrañaga, procedió a una purga que amansó los revoltosos sindicatos.
En 1949 el organismo convocó un concurso para la construcción de la Casa Sindical de Madrid, que acogiera la sede de la Delegación Nacional de Sindicatos. Bajo la dirección de Francisco de Asís Cabrero y Rafael de Aburto se realizó la construcción del edificio, que fue inaugurado en 1951.
Desde 1969 el delegado nacional de Sindicatos adquirió rango de ministro sin cartera, con presencia en el consejo de ministros. La Ley Sindical de 1971 supuso que la actividad sindical dejara de depender del partido único y volviera a estricto control del Estado, a través del nuevo Ministerio de Relaciones Sindicales.

## Publicaciones
La delegación editaba publicaciones de diverso tipo, entre ellas una publicación carácter oficial, el Boletín Informativo de la Delegación Nacional de Sindicatos (BIDNS). Un caso especial fue el diario vespertino Pueblo, órgano de los Sindicatos Verticales, que dependía de la Delegación Nacional de Sindicatos.

## Delegados nacionales
| Nombre                  | Inicio                    | Final                     | Notas                 |
| Gerardo Salvador Merino | 9 de septiembre de 1939   | 13 de septiembre de 1941  |                       |
| Manuel Valdés Larrañaga | 13 de septiembre de 1941  | 18 de diciciembre de 1941 | Interino              |
| Fermín Sanz-Orrio       | 18 de diciciembre de 1941 | 7 de septiembre de 1951   |                       |
| José Solís Ruiz         | 7 de septiembre de 1951   | 29 de octubre de 1969     |                       |
| Enrique García-Ramal    | 29 de octubre de 1969     | 11 de junio de 1973       | Con rango ministerial |